# سانتا ریتا، نیومکزیکو

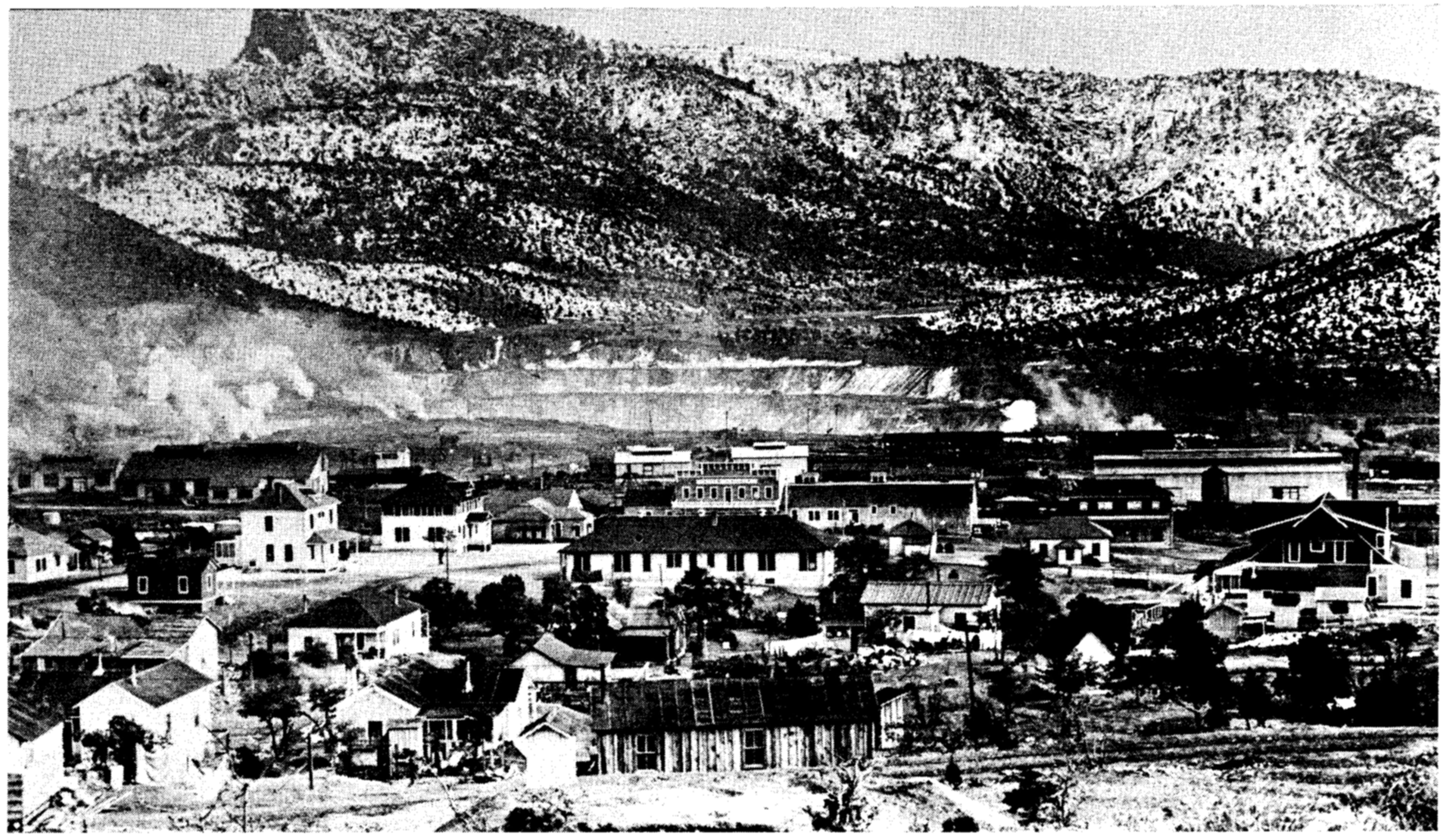
شهر سانتا ریتا و معدن آن در سال ۱۹۱۹

سانتا ریتا، شهری متروکه در شهرستان گرنت ایالت نیومکزیکو آمریکا است. موقعیت شهر سانتا ریتا و معدن مس چینو در پانزده مایلی شرق سیلور سیتی قرار گرفته‌است.

## افراد سرشناس
- هریسون اشمیت، فضانورد ناسا و سناتور ایالات متحده آمریکا، متولد ۱۹۳۵ در سانتا ریتا.